# Alberto Sainz
Alberto Carlos Sainz (13 dicembre 1937 – 16 gennaio 2016) è stato un calciatore argentino, di ruolo difensore.

## Carriera

### Giocatore

#### Club
Esordisce in Primera Division con l'Argentinos Juniors nel 1958. Nel 1962 passa al River Plate dove gioca sei stagioni. Nel 1968 passa al San Lorenzo del Mar del Plata dove chiude la carriera nel 1969.

#### Nazionale
Con la Nazionale di calcio dell'Argentina partecipò ai Mondiale di Cile 1962 scendendo in campo 2 volte. In totale con la maglia albiceleste giocò 6 partite.